# WampServer
WampServer (anciennement WAMP5) est une plateforme de développement Web de type WAMP, permettant de faire fonctionner localement (sans avoir à se connecter à un serveur externe) des scripts PHP.
WampServer n'est pas en soi un logiciel, mais un environnement comprenant trois serveurs (Apache, MySQL et MariaDB), un interpréteur de script (PHP), ainsi que phpMyAdmin pour l'administration Web des bases MySQL.
Il dispose d'une interface d'administration permettant de gérer et d'administrer ses serveurs au travers d'un tray icon (icône près de l'horloge de Windows).
La grande nouveauté de WampServer 3 réside dans la possibilité d'y installer et d'utiliser n'importe quelle version de PHP, Apache, MySQL ou MariaDB en un clic.
Ainsi, chaque développeur peut reproduire fidèlement son serveur de production sur sa machine locale.

## Versions
| Version           | Date              | Caractéristiques |
| ----------------- | ----------------- | --- |
| 1.6.5             | 2007              | PHP5 Apache MySQL |
| 1.7.0             | 2007              | PHP5 Apache MySQL |
| 1.7.2             | 30 août 2007      | PHP5 Apache MySQL |
| 2.0               | 02 décembre 2007  | PHP5 Apache MySQL |
| 2.5               | 1er mai 2014      | Cette version intègre Apache 2.4.9, MySQL 5.6.17, PHP 5.5.12, PhpMyadmin 4.1.14, SQLBuddy 1.3.3 et XDebug 2.2.5.À ce jour, hormis les add-ons Apache, MySQL et PHP permettant de changer les versions de ces outils, aucun autre add-on n'est disponible (Perl, Webalizer, ZEND Optimizer ou autre). |
| 3.0.0             | septembre 2018    | Comprenant Apache 2.4.34, PHP 5.6.38, 7.0.32, 7.1.22 et 7.2.10, MySQL 5.7.23, MariaDB 10.1.36, 10.2.17, 10.3.9, PhpMyAdmin 4.8.3 et Adminer 4.6.3 |
| 3.0.6             |                   | Installeurs complets 3.0.6 ; Wampserver 3.0.6 32 bit x86 et 64 bit x64 : Apache 2.4.23, PHP 5.6.25/7.0.10, MySQL 5.7.14, PhpMyAdmin 4.6.4, Adminer 4.2.5 et PhpSysInfo 3.2.5 |
| 3.1.0             | 4 septembre 2017  | Installeurs versions complètes 3.1.0 x86 (32 bit) et x64 (64 bit) comprenant : Apache 2.4.27, PHP 5.6.31/7.0.23/7.1.9, MySQL 5.7.19, MariaDB 10.2.8, PhpMyAdmin 4.7.4, Adminer 4.3.1 et PhpSysInfo 3.2.7                                                                                             |
| 3.1.0 mise à jour |                   | Mise à jour pour les scripts et fonctionnalités des versions 3.0.0 à 3.0.9 ; comprenant Apache 2.4.29, MySQL 5.7.20, MariaDB 10.2.9 et PHP 7.0.24/7.1.10. |
| 3.1.1 mise à jour |                   | Mise à jour pour les scripts et fonctionnalités des versions 3.0.0 à 3.1.0 ; comprenant PHP 7.2.0, PhpMyAdmin 4.7.6 et MariaDB 10.2.11. |
|                   | 4 janvier 2018    | Comprenant PHP 5.6.33, 7.0.27, 7.1.13, 7.2.1 32 et 64 bit, PhpMyAdmin 4.7.7. |
|                   | 3 mars 2018       | Comprenant PHP 5.6.34, 7.0.28, 7.1.15, 7.2.3 32 et 64 bit, PhpMyAdmin 4.7.8 et Adminer 4.6.2. |
| 3.1.3             | 28 mars 2018      | Cette version comprend les ajouts de la version précédente et MariaDB 10.1.32 et 10.2.14. |
| 3.1.3             | 5 avril 2018      | Comprenant Apache 2.4.33, PHP 5.6.35/7.0.29/7.1.16/7.2.4, MySQL 5.7.21, MariaDB 10.2.14, PhpMyAdmin 4.7.9, Adminer 4.6.2 et PhpSysInfo 3.2.10. |
| 3.1.4             | 25 septembre 2018 | Installeur Wampserver 3.1.4 complet 32 et 64 bit, comprenant Apache 2.4.35 - PHP 5.6.38/7.0.32/7.1.22/7.2.10 - MySQL 5.7.23 - MariaDB 10.3.9 - PhpMyAdmin 4.8.3 - Adminer 4.6.3 - PhpSysInfo 3.2.10                                                                                                  |
| 3.1.6             | 11 janvier 2019   | Apache 2.4.37 - PHP 5.6.40, 7.0.33, 7.1.26 ,7.2.14, 7.3.1 - MySQL 5.7.24, 8.0.13 (64 bit) - MariaDB 10.3.12 PhpMyAdmin 4.8.4 - Adminer 4.7.0 |
| 3.1.7             | 13 janvier 2019   | Apache 2.4.37 - PHP 5.6.40/7.0.33/7.1.26/7.2.14/7.3.1 MySQL 5.7.24 - MariaDB 10.3.12 PhpMyAdmin 4.8.4 - Adminer 4.7.0 - PhpSysInfo 3.2.10 Installeurs complets 32 & 64 bit |
| 3.1.9             | 13 mai 2019       | Apache 2.4.39 - PHP 5.6.40/7.0.33/7.1.29/7.2.18/7.3.5 MySQL 5.7.26 - MariaDB 10.3.14 PhpMyAdmin 4.8.5 - Adminer 4.7.1 - PhpSysInfo 3.3.0 Installeurs complets 32 & 64 bit et Mise à jour 3.1.9 |
| 3.2.0             | 27 novembre 2019  | [8.0.18 pour 64 bit] |
| 3.2.3             | 6 août 2020       | Apache 2.4.46 - PHP 5.6.40/7.3.21/7.4.9 - MySQL 5.7.31/8.0.21 - MariaDB 10.3.23\|10.4.13\|10.5.4PhpMyAdmin 5.0.2 - Adminer 4.7.7 - PhpSysInfo 3.2.2 |
| 3.2.6             | 24 novembre 2021  | Apache 2.4.51 - PHP 5.6.40/7.4.26/8.0.13/8.1.0 - MySQL 5.7.36\|8.0.27 pour 64 bit - MariaDB 10.5.13\|10.6.5PhpMyAdmin 4.9.7/5.1.1 - Adminer 4.8.1 - PhpSysInfo 3.3.4 En option : PHP 7.0.33/7.1.33/7.2.34/7.3.30                                                                                     |
| 3.3.0             | 7 décembre 2022   | Apache 2.4.54.2 - PHP 7.4.33/8.0.26/8.1.13/8.2.0 - MySQL 5.7.40\|8.0.31 - MariaDB 10.10.2 - PhpMyAdmin 5.2.0 - Adminer 4.8.1 - PhpSysInfo 3.4.2 |
| 3.3.2             | 22 novembre 2023  | - Apache 2.4.58 - PHP 7.4.33/8.0.30/8.1.26/8.2.13/8.3.0 - MySQL 8.2.0 - MariaDB 11.2.2 MD5 - Comprend également PhpMyAdmin 5.2.1 - Adminer 4.8.1 - PhpSysInfo 3.4.3. |
| 3.3.5             | 21 avril 2024     | - Apache 2.4.59 - PHP 7.4.33 - 8.0.30 - 8.1.28 - 8.2.16 - 8.3.6 - MySQL 8.3.0 - MariaDB 11.3.2 - Comprend également PhpMyAdmin 5.2.1 - Adminer 4.8.1 - PhpSysInfo 3.4.3 |
| 3.3.7             | 20 novembre 2024  | - Apache 2.4.62.1 - PHP 7.4.33 - 8.0.30 - 8.1.31 - 8.2.26 - 8.3.14 - 8.4.0 - MySQL 9.1.0 - MariaDB 11.5.2 - Comprend également PhpMyAdmin 5.2.1 - Adminer 4.8.4 - PhpSysInfo 3.4.4 |